# 奥胡斯大学
奥胡斯大学（丹麦语：Aarhus Universitet），位于丹麦王国日德兰半岛的奥胡斯，建立於1928年，2007年前後吸收了奧胡斯商學院、丹麥農業科學院、國家環境研究院，以及位於哥本哈根的丹麥教育大學，2012年併入奧胡斯工程學院之後，目前是丹麦規模最大的综合性大学。 

## 院系设置
学校的學術架構为四大領域，分別是：
- Aarhus BSS 商業與社會科學
- Arts 人文藝術
- Health 醫學

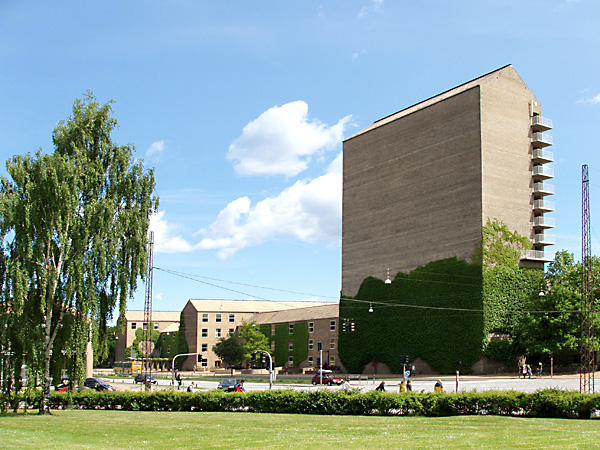
校园内的国家图书馆

- Science and Technology 自然科學與工程

## 校友

### 皇室
- 玛格丽特女王
- 腓特烈十世国王

### 學術界
- 延斯·克里斯蒂安·斯科
- 比雅尼·史特勞斯特魯普
- 顾秉林
- 亨克·J·M·博斯
- 弗莱明·贝森巴赫

### 政治界
- 安诺斯·福格·拉斯穆森
- 戴世阁